# Nguyễn Văn Lộc
Nguyễn Văn Lộc (24 de agosto de 1922 - 31 de maio de 1992) foi primeiro-ministro do Vietname do Sul entre 31 de outubro de 1967 e 17 de maio de 1968. A sua esposa, Nguyễn Thị Mai, viria a tornar-se tema de uma biografia, Black Silk Pyjamas em 2000. Lộc tentou deixar o Vietname 14 vezes antes de chegar a Singapura em maio de 1983 como refugiado. Ele morreu em Paris, França, em maio de 1992, aos 69 anos.